# Hypoxis juncea
Hypoxis juncea là một loài thực vật có hoa trong họ Hypoxidaceae. Loài này được Sm. mô tả khoa học đầu tiên năm 1792.

## Hình ảnh

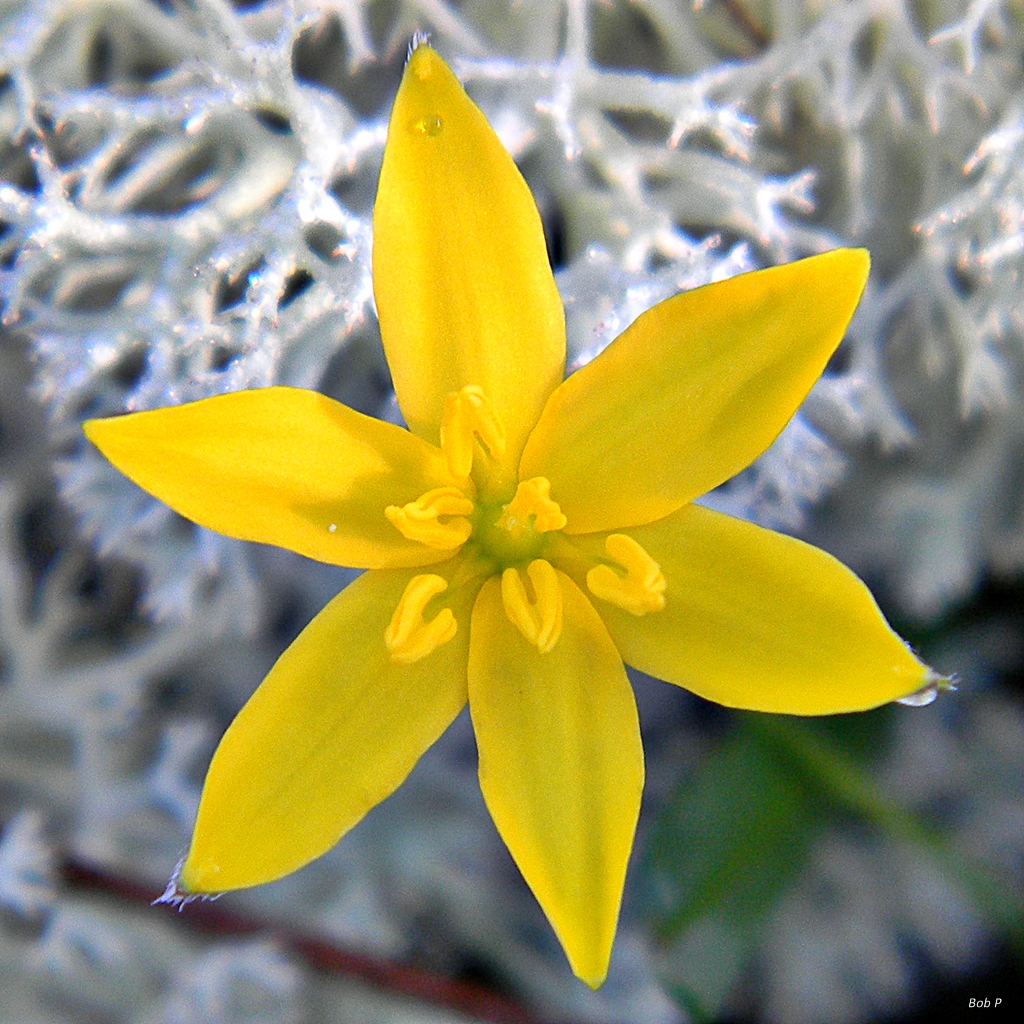